# Hadzsi Madoka
Hadzsi Madoka (櫨 まどか; Hepburn: Haji Madoka) (Nagoja, 1988. július 8. –) japán válogatott labdarúgó.

## Klub
A labdarúgást az INAC Kobe Leonessa csapatában kezdte. 2007 és 2011 között az INAC Kobe Leonessa csapatában játszott. 54 bajnoki mérkőzésen lépett pályára és 3 gólt szerzett. 2012-ben a Iga FC Kunoichi csapatához szerződött. 100 bajnoki mérkőzésen lépett pályára és 8 gólt szerzett. 2018-ban a Mynavi Vegalta Sendai csapatához szerződött. 2019-ben a Suwon UDC csapatához szerződött.

## Nemzeti válogatott
2017-ben debütált a japán válogatottban. A japán válogatottban 7 mérkőzést játszott.

## Statisztika
| Japán válogatott | Japán válogatott | Japán válogatott |
| Időszak          | Mérk.            | gól              |
| ---------------- | ---------------- | ---------------- |
| 2017             | 6                | 0                |
| 2018             | 1                | 0                |
| Összesen         | 7                | 0                |

## Sikerei, díjai
Klub
- Japán bajnokság: 2011